# Kobraeffekten
Kobraeffekten är en typ av oönskade externeffekter där ett projekt får motsatt verkan.
Det har fått sitt namn från Brittiska Indien där myndigheterna ville utrota kobrorna genom att erbjuda en belöning för varje död kobra. Folk började föda upp kobror för att få ta del av belöningen. När britterna sedan fick reda på detta upphörde belöningarna, varvid kobrauppfödningen upphörde och kobrorna släpptes ut i det vilda.  Detta ledde alltså till att det fanns fler kobror än innan belöningarna började utdelas.

## Exempel
- Streisandeffekten, där försök att tysta ned oönskad information uppmuntrar dess spridning.

### Fotnoter
1. ↑  Brickman, Leslie H. (1 november 2002). Preparing the 21st Century Church. sid. 326. ISBN 9781591601678. http://books.google.com/?id=R6ocCjZIrrUC.
2. ↑  Siebert, Horst (2001). Der Kobra-Effekt. Wie man Irrwege der Wirtschaftspolitik vermeidet. Munich: Deutsche Verlags-Anstalt. ISBN 3421055629 (tyska)